# 어프렌티스
어프렌티스(The Apprentice)는 미국 부동산 거물이자 기업가이며 도널드 트럼프가 진행했던 리얼리티 TV 쇼이다. 미국 NBC에서 방송하며 영국의 TV 제작자인 마크 버넷이 제작했다. 어프렌티스라는 TV 프로그램의 미국 판이자 원본이다. '가장 힘든 면접'이라고 불리는 어프렌티스는 16명에서 18명의 참가자들이 도널드 트럼프의 회사 가운데에서 하나를 연봉 25만 달러로 1년을 운영하는 계약을 획득하기 위해 서로 경쟁한다. 방송 회차마다 트럼프가 참가자 중에서 한 명을 해고하는 방식으로 진행하여 해고되지 않고 남는 마지막 1인이 우승자가 된다.
2004년 1월에 첫 방송을 시작했으며 이 프로그램과 비슷한 형식이지만 참가자가 유명인으로 자선 단체를 돕기 위한 기부금을 우승자에게 주는 후속 The Celebrity Apprentice를 포함하여 시즌 17까지 방송되었다. 2017년부터는 아널드 슈워제네거가 진행을 맡았다.
홈페이지